# نبردناو کارنوو
نبردناو کارنوو (به انگلیسی: French battleship Carnot) یک کشتی بود که طول آن ۱۱۴ متر (۳۷۴ فوت) بود. این کشتی  در سال ۱۸۹۴ ساخته شد.